# 阿曼交通
阿曼的交通運輸相當多樣化，包括公路、鐵路、空運、海運等部分。

## 公路

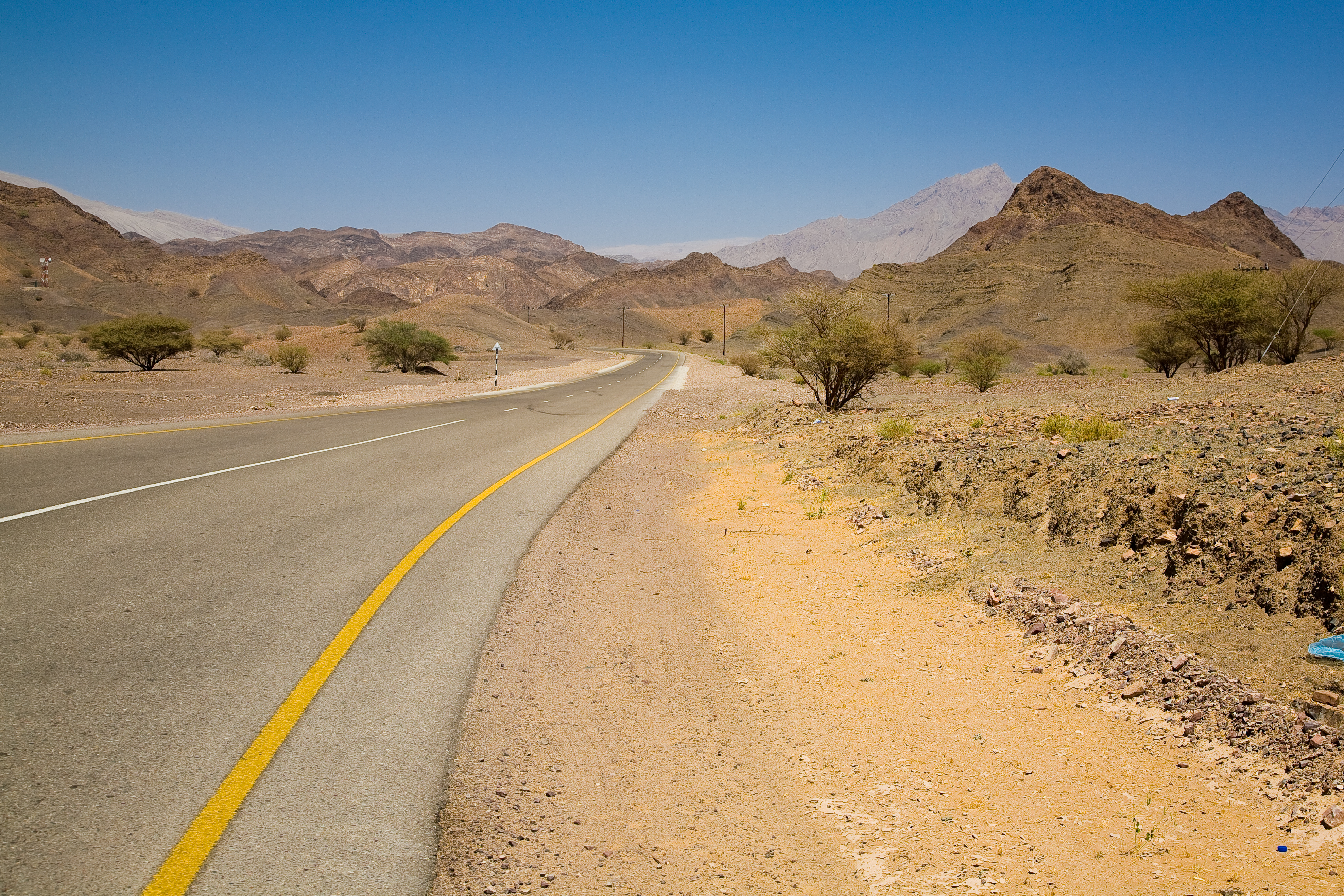
位於阿曼的東海岸道路

截至2014年，阿曼的公路總長為60,230公里，其中29,685公里有鋪設柏油路面，剩下的為一般的道路。阿曼擁有兩種高速公路，並計畫在2017年建造出第一條八線道的高速公路，整體而言第一種高速公路沿著巴提奈区的海岸而建，在希納斯附近有一個分叉點，可以通道阿拉伯聯合大公國的哈达岩池與阿曼北部富吉拉兩座城市。大多數高速公路的速限為120公里/小時，马斯喀特行政區穿越的高速公路又稱為蘇丹卡布斯大道，這段道路穿過城市，擁有比較密集的交流道設置，出了马斯喀特後，大約每七公里才會有一座交流道，這些交流道具有當地特色，展現不一樣的建築風貌。另一種高速公路則稱為马斯喀特高速公路，長度僅有54公里，大致上沿著马斯喀特的郊區而建，完整的马斯喀特高速公路全長將達256公里，全線為八線道的車道設計，終點為阿曼與阿拉伯聯合大公國的邊界城市－凱勒巴附近。
其他的道路建設在马斯喀特、苏哈尔、塞拉莱等大城可見四線道或是六線道的道路，其餘部分則多為雙線道路。

### 臨國交通
- 阿拉伯聯合大公國：阿曼與阿拉伯聯合大公國之間有數條品質優良的道路連接，接壤省分為布賴米省。
- 葉門：47號道路通過阿曼與葉門的邊境，可以到達葉門的蓋達。
- 沙烏地阿拉伯：與沙烏地阿拉伯的沙爾瑪莎司相互連結，未來還會有新建道路增加兩國之間的連結。

## 鐵路

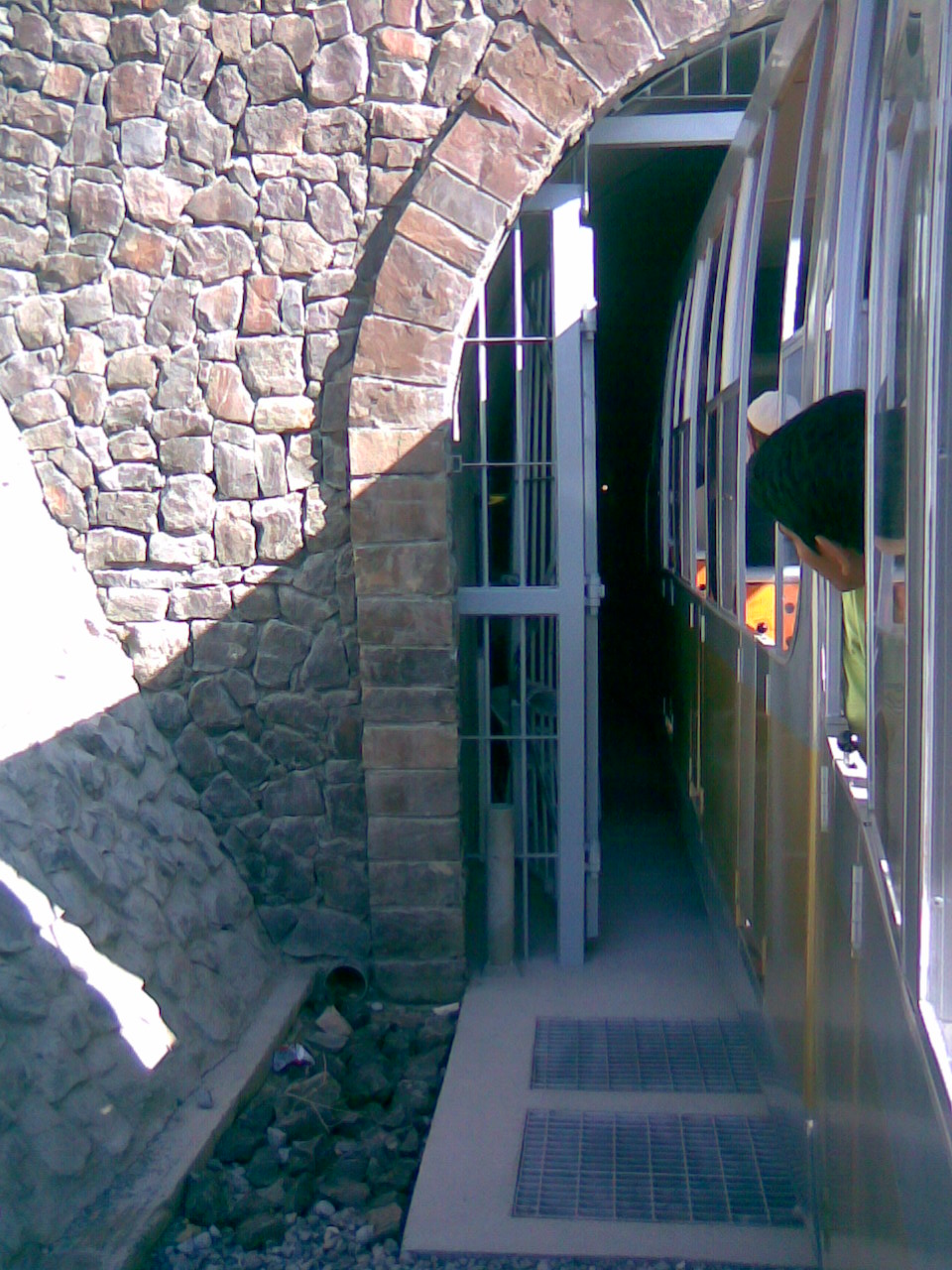
阿爾戶塔洞觀光火車的入口

截至2015年，阿曼境內並無任何鐵路，不過有許多的鐵路計畫正在進行著，目前僅有400公尺長的小火車進入阿爾戶塔洞做為觀光之用，全程大約只需四分鐘。2008年時，阿曼政府宣布花費140億美元建造連結其他波斯灣國家的鐵路。到了2010年，確定將鐵路建造分為三個階段，第一階段是建造行走於马斯喀特與苏哈尔之間的雙軌電氣化鐵路；第二階段才是建造马斯喀特與西南部多袞行政區的鐵路；最終第三階段為建造蘇哈爾連接阿拉伯聯合大公國的跨國鐵路，目前預計鐵路路網總長度為2135公里。2015年年底，第一階段鐵路建造計畫已經收到八家營造公司的提案，並預計在2019年開通鐵路。

## 海運
在波斯灣的海岸線上，阿曼擁有4座港口；在阿拉伯灣這側，則有3座港口。

## 空運
截至2013年，阿曼共有13座鋪設跑道的機場與119座未鋪設跑道的機場，綜計132座飛機機場，另有3座直昇機專用機場路，其中最大的機場為馬斯喀特國際機場。

## 管線運輸
目前阿曼共有天然氣管線1030公里長；油管1300公里長。